# 基肯恩尼足球會
基肯恩尼足球會(Chicken Inn)是一支位於津巴布韋布拉瓦約的職業足球會，目前於津巴布韋超級足球聯賽角逐。

## 榮譽
- Independence trophy 2016
- 津巴布韋超級足球聯賽: 冠軍:: 2015[2]
- NetOne Charity Shield 2013[3]

## 外部連結
- 官方网站